# Robert Tomasulo
 Robert Marc Tomasulo  (31 d'octubre de 1934 - 3 abril 2008) fou un científic de la computació. Va inventar el 1967 l'algorisme de Tomasulo.
Va fer els estudis segundaris a la Regis High School de Nova York i després a la Universitat de Manhattan. Va participar en el disseny de l'IBM 360 per al qual va desenvolupar una tècnica per accelerar les operacions de coma flotant. Avui en dia gairebé tots els processador porten incorporada alguna variant d'aquest algorisme.
Tomasulo va ser guardonat el 1997 amb el Premi Eckert-Mauchly «Per l'enginyós algorisme de Tomasulo, que va permetre la implementació de processadors capaços d'executar instruccions fora d'ordre».
El 30 de gener de 2008, Tomasulo va parlar a la Facultat d'Enginyeria de la Universitat de Michigan sobre la seva carrera i la història i el desenvolupament de les instruccions fora d'ordre. Aquest seminari va ser la seva última aparició pública.